# Eurypygimorphae
Eurypygimorphae là một nhánh chim chứa 2 bộ Phaethontiformes (chim nhiệt đới) và Eurypygiformes (chim kagu và vạc mặt trời) được phục hồi từ phân tích bộ gen. Mối quan hệ này lần đầu tiên được nhận dạng vào năm 2013 dựa trên các gen hạt nhân của chúng. Theo dòng lịch sử thì các nhóm chim này từng được đặt ở các vị trí khác biệt của cây phát sinh chủng loài, với chim nhiệt đới trong bộ Pelecaniformes còn chim kagu và vạc mặt trời trong bộ Gruiformes, mặc dù trong thập niên 2000 các phân tích gen khác nhau đã tìm thấy chúng với vị trí không chắc chắn trong nhánh Metaves (hiện tại được coi gần như đã lỗi thời). Đơn vị phân loại có mối quan hệ chị em với 2 bộ này có lẽ là Aequornithes.